# Procladius freemani
Procladius freemani är en tvåvingeart som beskrevs av James E. Sublette 1964. Procladius freemani ingår i släktet Procladius och familjen fjädermyggor. Inga underarter finns listade i Catalogue of Life.